# Resurrection Blvd.
Resurrection Blvd. é uma série dramática americana que foi exibida na Showtime durante três temporadas, de 2000 a 2002.

## História
Em East Los Angeles, Califórnia, a família Santiago teve três gerações de boxeadores dentro da família. Eles continuam a sua batalha para se tornarem campeões de boxe, enquanto lutam com as dificuldades de fazer escolhas de vida e romper com a tradição familiar. Roberto Santiago (Tony Plana) está doente e luta enquanto observa a sua família a lidar com as várias dificuldades que têm de enfrentar.

## Elenco
| Actor              | Papel                    |
| ------------------ | ------------------------ |
| Michael DeLorenzo  | Carlos Santiago          |
| Nicholas Gonzalez  | Alex Santiago            |
| Ruth Livier        | Yolanda Santiago         |
| Mauricio Mendoza   | Miguel Santiago          |
| Marisol Nichols    | Victoria Santiago        |
| Tony Plana         | Roberto Santiago         |
| Elizabeth Peña     | Beatrice "Bibi" Corrales |
| Daniel Zacapa      | Ruben Santiago           |
| Brian Austin Green | Luke Bonner              |